# Borophagini
Borophagini es una tribu extinta de cánidos pertenecientes a la subfamilia Borophaginae. El clado existió en lo que actualmente es América del Norte y América Central desde el Oligoceno hasta el Plioceno Inferior viviendo desde hace 30,8—3,6 millones de años, durante aproximadamente 27,2 millones de años.

## Taxonomía
Borophagini fue descrito por Simpson (1945) (acreditado a Simpson debido a que él describió Borophaginae). Fue asignado a Borophaginae por Wang et al. (1999) y Wang et al. (2004).

## Características
Las especies pertenecientes a Borophagini tenían la cara corta y caninos inferiores grandes. Eran principalmente carnívoros, pero por su dentadura mostraban tendencia a ser omnívoros. Eran animales veloces y activos.

## Clados
Incluye los géneros: Cormocyon, Desmocyon, Metatomarctus, Euoplocyon, Psalidocyon, Microtomarctus, Protomarctus y Tephrocyon. 

### Subtribus
Las subtribus son: Aelurodontina, Borophagina y Cynarctina. Phlaocyonini es el taxón hermano.

## Distribución
El clado estaba muy extendido por el continente americano, por el este desde Florida hasta occidente en Oregón y por el sur hasta el istmo de Panamá.